# Bedavatti, Sorab
Bedavatti là một làng thuộc tehsil Sorab, huyện Shimoga, bang Karnataka, Ấn Độ.